# Yilian Cañizares

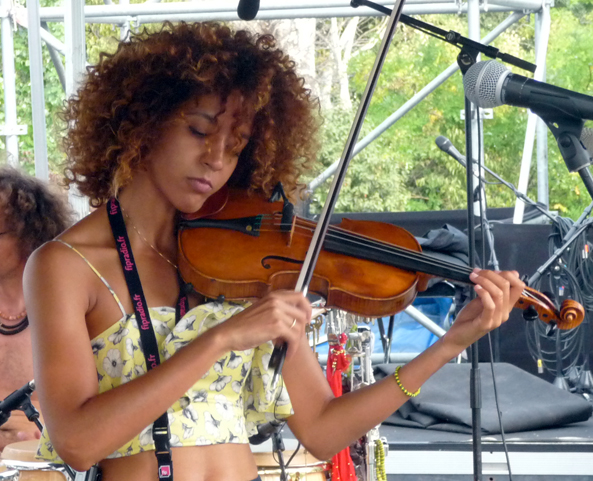
Yilian Cañizares (2015)

Yilian Cañizares (* 1983 in Havanna) ist eine kubanisch-schweizerische Musikerin, die seit 2000 in der Schweiz lebt.

## Leben
Yilian Cañizares, die in Havanna geboren wurde, studierte dort Geige in der strikten russischen Tradition. 1997 zog sie nach Venezuela, um ihr Studium weiterzuführen. Drei Jahre später zog sie in die Schweiz, um am Konservatorium von Freiburg ihre Ausbildung abzuschließen. Sie hatte zuerst vor, eine klassische Musikerin zu werden. In der Schweiz begann sie, sich verstärkt für Jazz zu interessieren und beschloss zu singen. Sie lebt nach wie vor dort und besitzt mittlerweile die Schweizer Staatsbürgerschaft. Sie fand ihren eigenen Stil, nachdem sie die Musik des französischen Jazzgeigers Stéphane Grappelli entdeckt hatte. Sie entschied, seine Art und Weise mit kubanischer Musik zu mischen.
Nach dem Ende ihres Studiums gründete sie die Band Ochumare, was in Yoruba „Regenbogen“ bedeutet, mit David Brito (Kontrabass) und Cyril Régamey (Schlagzeug und Perkussion). Sie führte dann ihre Karriere unter ihrem eigenen Namen weiter. Sie wurde in der französischen Wochenzeitung Le Nouvel Observateur als Entdeckung des Jahres 2013 bezeichnet und die französische Zeitschrift Les Inrockuptibles nahm ihr Album Invocación in die zehn unverzichtbaren Alben Südamerikas im Jahr 2015 auf.
Sie unterrichtet auch Geige und Jazzimprovisation an der Musikschule von Lausanne. Sie gehört zu den Gewinnern des Schweizer Musikpreises 2021. 

## Stil
Ihr Stil ist ein Spiegelbild von verschiedenen Einflüssen mit einem Hauch von Jazz, klassischer Musik, kubanischer Musik und viel Platz für Improvisation. Die französische Zeitschrift Les Inrockuptibles spricht von einer Jazz-Instrumentierung, die mit yorubaritual-Perkussion vermischt wurde. Sie singt auf Spanisch, Yoruba und Französisch und eines ihrer Merkmale ist, dass sie gleichzeitig singt und spielt.

## Diskografie
Ochumare Quartet
- 2009: Caminos
- 2011: Somos Ochumare

Yilian Cañizares
- 2013: Ochumare, Naïve Records
- 2015: Invocación, Naïve Records
- 2019: Erzulie, Planeta Y
- 2023: Habana-Bahia, Planeta Y

Omar Sosa - Yilian Cañizares
- 2018: Aguas, Music Development Company